# Brück Mózes

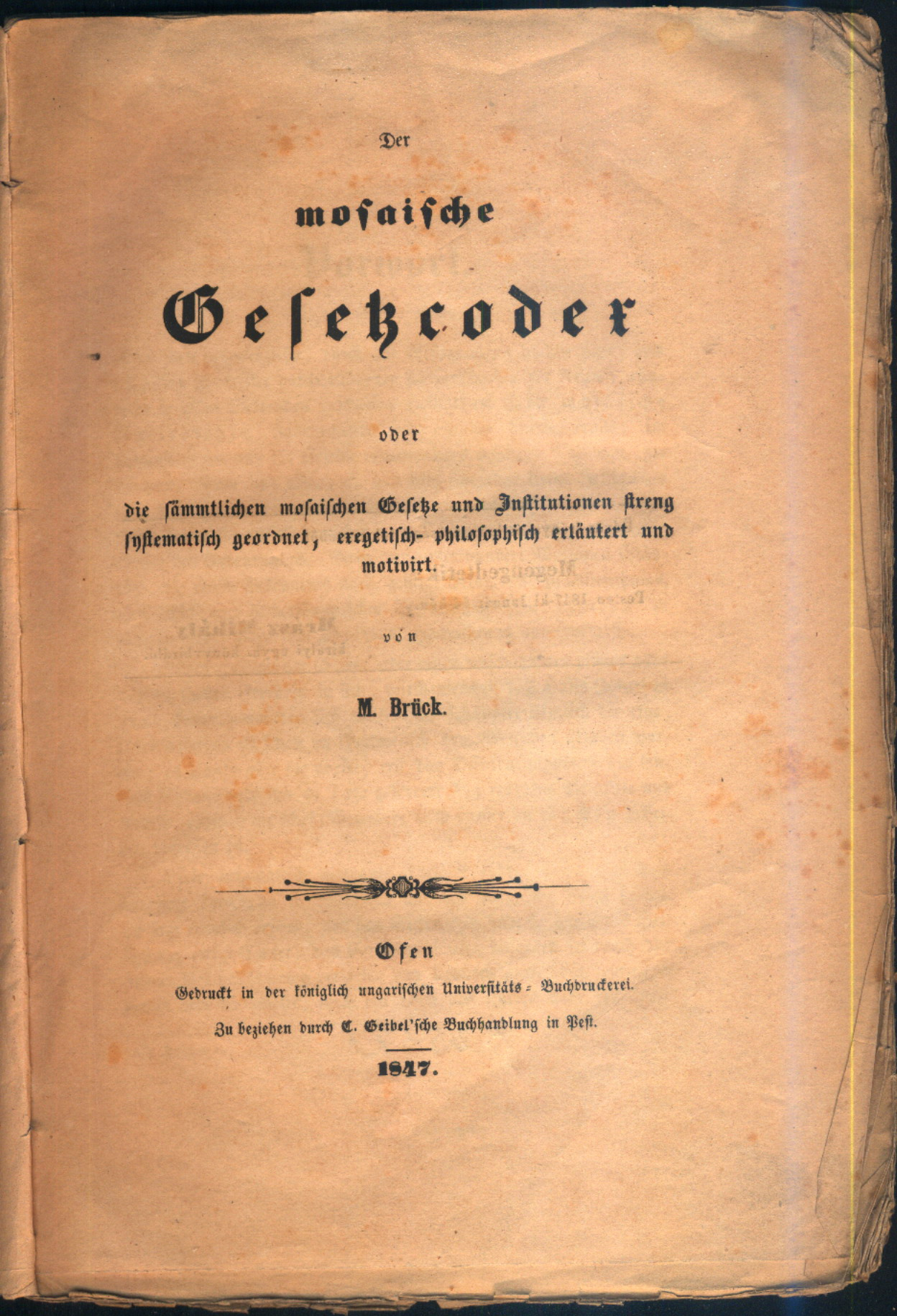
Brück Mózes (Moses Brück) „Der mosaische Gesetzcodex” című munkájának címlapja

Brück Mózes vagy Bruck Mózes (németül Moses Brück, Moses Brueck, illetve Moses Bruck) (Prerau, 1812 – Hódmezővásárhely, 1849) teológiai író, a zsidó reformmozgalom híve, honvéd főhadnagy.

## Élete
Prágában tanult, ezt követően Morvaországban volt tanító, majd, miután egy remélt docensi állást ott nem kapott meg, Magyarországra költözött. A szabadságharc kitörésekor Nagybecskereken önként beoszttatta magát a honvédseregbe, s rövidesen honvédtiszt (főhadnagy) lett. 1849-ben esett el a dél-magyarországi hadszíntéren, holttestét katonai pompával temették el a hódmezővásárhelyi zsidó temetőben.

## Művei
Brück a zsidó reformmozgalom elkötelezett híve, s egyúttal a modern zsidó teológiai irodalom egyik úttörője volt. Művei a zsidó ceremóniákról és szokásokról szóló alapművek közé tartoznak:
- Die Reform des Judenthums. Breslau: 1836.

A mű nyomtatását Solomon Tiktin, Breslau rabbija betiltotta.
- Rabinische Ceremonialgebräuche in ihrer Entstehung und geschichtlichen Entwicklung. Breslau: August Schulz und Comp., 1837.
- Das mosaische Judenthum: in einer Andachtsstunde als Predigt vorgetragen, am Wochenfeste 5597 und durch Anmerkungen erläutert. Frankfurt am Main: Joh. Chr. Hermannsche Buchhandlung, 1837.
- Pharisäische Volkssitten und Ritualien in ihrer Entstehung und geschichtlichen Entwicklung. Frankfurt am Main:  Joh. Chr. Hermannsche Buchhandlung, 1840.

Erről a műről dicsérően szólt Abraham Geiger, a zsidó reformmozgalom egyik jelentős képviselője.
- סדר תפלת בנות ישראל. [Frankfurt am Main: J. S. Adler,] 1841.
- Der mosaische Gesetzcodex oder die sämmtlichen mosaischen Gesetze und Institutionen streng systematisch geordnet, exegetisch-philosophisch erläutert und motivirt. Ofen: königlich ungarische Universitäts-Buchdruckerei, 1847.
- Reform des Judenthums. Nagy-Becskerek: Bettelheim, 1848.[2]

## Fordítás
Ez a szócikk részben vagy egészben  a   Moses Brück című német Wikipédia-szócikk ezen változatának fordításán alapul.  Az eredeti cikk szerkesztőit annak laptörténete sorolja fel. Ez a jelzés csupán a megfogalmazás eredetét és a szerzői jogokat jelzi, nem szolgál a cikkben szereplő információk forrásmegjelöléseként.